# Friedrich von Pöck
Friedrich von Pöck (19 de agosto de 1825 - 25 de septiembre de 1884) fue un almirante austrohúngaro y comandante de la  Armada austrohúngara (Imperial y Real Kriegsmarine). En este cargo, ocupó los cargos de Marinekommandant y Jefe de la Marinesektion desde 1871 hasta su retiro en 1883. Anteriormente había comandado el navío de línea Kaiser durante la segunda guerra de Schleswig en 1864, aunque no vio la acción. Durante la guerra austro-prusiana, se desempeñó como ayudante del archiduque Alberto durante su campaña para defender a Venecia del ejército italiano. Reemplazó a Wilhelm von Tegetthoff, el popular vencedor de la batalla de Lissa, quién murió en 1871. A diferencia de su antecesor, Pöck no pudo aprovechar su carrera naval sin incidentes para obtener fondos del parlamento austrohúngaro, que era hostil, lo que resultó en más de una década de estancamiento para la flota. Sin embargo, sí introdujo el uso de buques armados con torpedos y comenzó a desarrollar tácticas para usarlos. También envió barcos en numerosos viajes internacionales, lo que ayudó a mostrar la bandera del imperio en el extranjero. A fines de 1883, sufrió una crisis nerviosa y se vio obligado a retirarse, cediendo su puesto a Maximilian Daublebsky von Sterneck en noviembre. Pöck Murió diez meses más tarde, el 25 de septiembre de 1884.

## Primeros años y carrera naval

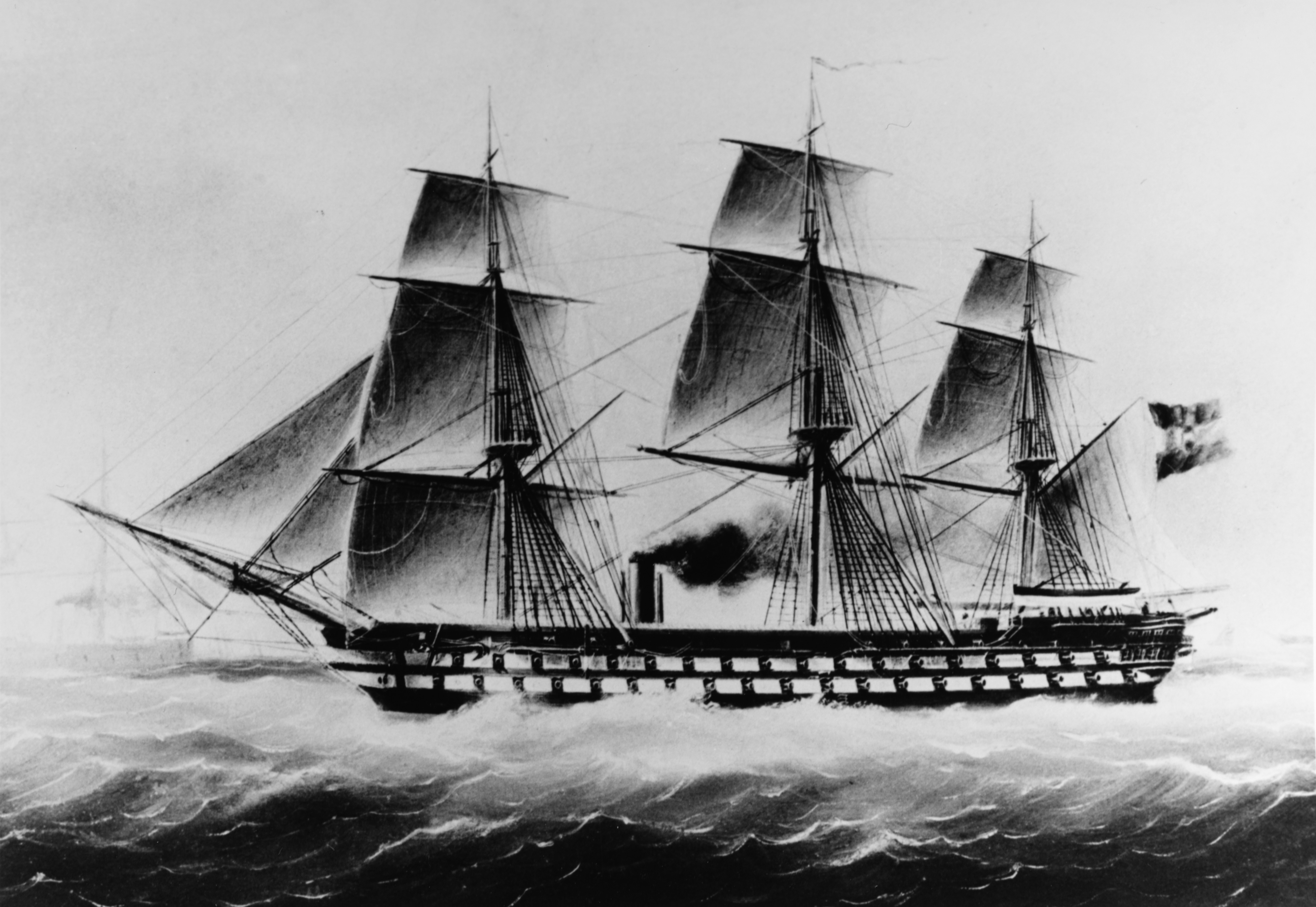
SMS Kaiser, buque que Pöck comandó durante la Segunda Guerra de Schleswig.

Friedrich von Pöck nació el 19 de agosto de 1825 en Szobotist, Komitat Neutra, en el Reino de Hungría, entonces parte del Imperio austriaco. Era el hijo del oficial del ejército austriaco Coronel Freiherr von Pöck y su esposa, Marie Freifrau Horeczky von Kraszna-Horka und Koricsan. Pöck se educó en la antigua academia naval austriaca en Venecia, y se graduó en 1843. Después de comenzar su servicio en la flota, se convirtió en un protegido del almirante Bernhard von Wüllerstorf luego de servir como el segundo al mando durante la circunnavegación del globo a bordo de la fragata de vapor SMS Novara a fines de la década de 1850.
Durante la Segunda Guerra de Schleswig en 1864, comandó el navío de la línea Kaiser en un despliegue en el Mar del Norte, nuevamente bajo Wüllerstorf. No vio acción, ya que un escuadrón de avanzada de Wilhelm von Tegetthoff había roto el bloqueo danés de los puertos alemanes del norte en la Batalla de Heligoland. Tras la jubilación de Wüllerstorf, Pöck se convirtió en el ayudante del archiduque Leopoldo, el nuevo jefe de la Marina austriaca. Durante este período, Pöck fue ascendido al rango de Contralmirante. Durante la guerra de las Siete Semanas contra Prusia e Italia, Tegetthoff fue puesto al mando de la flota de batalla. En su lugar, Pöck fue asignado como el enlace naval para el Archiduque Alberto en Véneto. Pöck reemplazó a Tegetthoff, cuando el comandante de la flota se convirtió en el jefe de la Marina, una posición que Pöck mantuvo hasta enero de 1870. Luego fue ascendido a segundo al mando de la Marina, aunque sucedió a Tegetthoff después de su prematura muerte en abril de 1871. Lleno dos posiciones, con Pöck sirviendo como Marinekommandant y el Jefe de la Marinesektion. El contraalmirante Georg von Millosicz, a su vez, tomó la posición previa de Pöck como segundo al mando.

## Comandante de Marina

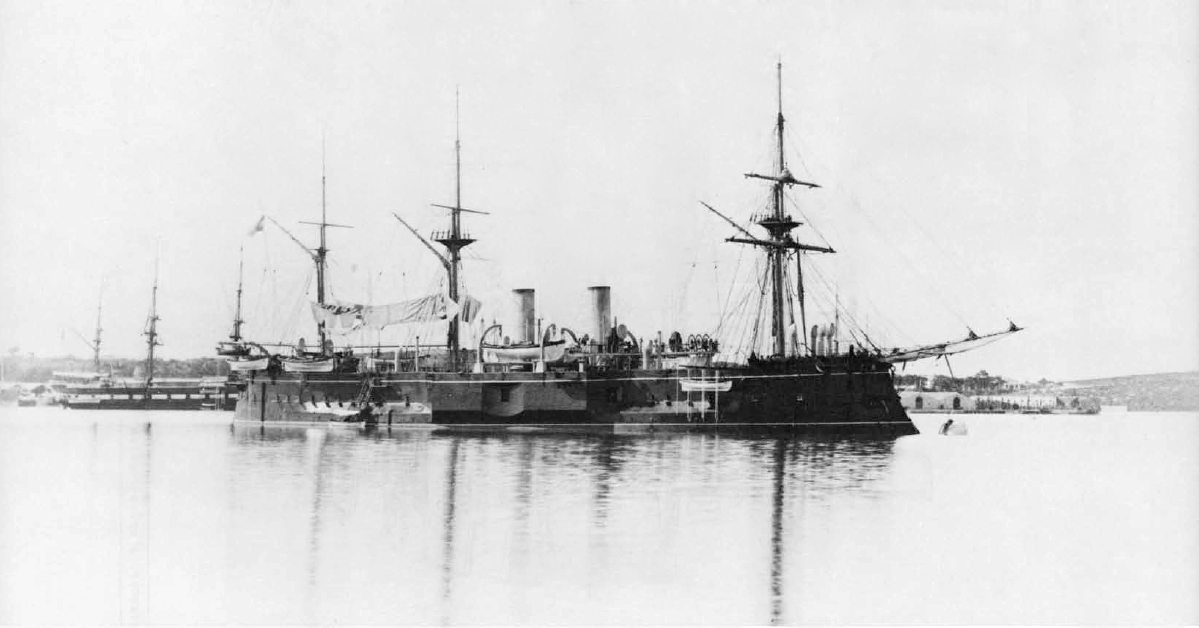
SMS Tegetthoff (1878)

Pöck se enfrentó a problemas presupuestarios crónicos, debido en gran parte al obstruccionismo de los húngaros y los alemanes liberales en el parlamento, los primeros consideraban los asuntos navales como una preocupación austriaca y los últimos se oponían a la expansión naval a la luz de la amenaza reducida de Italia en la década de 1870. Además, dado que no participó en la victoria de Tegetthoff en la batalla de Lissa en 1866, careció del prestigio personal para comandar ante el parlamento. Como resultado, tuvo grandes dificultades para asegurar la financiación de nuevos buques de guerra de hierro durante su mandato. Finalmente obtuvo la aprobación para un nuevo barco, el SMS Tegetthoff, en 1875, pero no pudo convencer al parlamento de asignar fondos para un barco gemelo, que había planeado nombrar Erzherzog Karl. Ante la falta de voluntad parlamentaria para fortalecer aún más la flota, Pöck recurrió al subterfugio para adquirir los fondos que necesitaba. En 1875, solicitó un aumento de presupuesto para "reconstruir"  tres buques de blindaje de hierro clase Kaiser Max. De hecho, Pöck vendió los viejos buques para desguace, reutilizando solo la maquinaria, las placas de blindaje y otros accesorios en tres nuevos barcos, a los que se les dio los mismos nombres para ocultar el juego de manos de Pöck.
A lo largo de este período, el presupuesto anual para la flota continuó cayendo, de 9.5 millones de gulden en 1878 a 8 millones en 1880. Pöck continuó presionando por otro nuevo acorazado, pero para 1880 sus esfuerzos eran solo simbólicos: en sus estimaciones presupuestarias propuestas para el año, él incluyó el barco, pero en realidad no asignó ningún fondo para ello. Incapaz de aumentar la fuerza de la flota blindada, Pöck recurrió a medios menos costosos para defender la costa de Austria-Hungría, incluido el desarrollo de minas marinas y torpedos autopropulsados. Ordenó el primer buque torpedero, Torpedoboot I, de Gran Bretaña en 1875, seguidos por cinco más de Gran Bretaña y cuatro más de astilleros nacionales a partir de entonces. A finales de la década de 1870 y principios de la década de 1880, también ordenó cuatro cruceros torpederos; Zara, Spalato, Sebenico y Lussin.
La puesta en marcha del poderoso acorazado italiano clase Caio Duilio en 1880 causó una preocupación naval en Austria-Hungría, lo que provocó que el emperador Francisco Jose I ordenara a una comisión conjunta del ejército y la marina que examinara el problema. Pöck argumentó que la flota tendría que buscar la paridad con la flota italiana, que planeaba construir una flota de dieciséis acorazados antes de 1888. El archiduque Alberto, entonces inspector general del ejército, argumentó que la paridad era imposible y que la marina tendría centrarse en cambio en armas y tácticas defensivas. En respuesta, Pöck formuló un nuevo plan de flota en 1881 que apuntaba simplemente a mantener el número de buques blindados en servicio, reemplazando solo a los cuatro más antiguos en 1888. Dos serían reemplazados por nuevos barcos, y los otros dos serían "reconstruidos" como el Kaiser Max. El plan fue aceptado por el parlamento, pero demoraron su finalización hasta 1892, lo que reduciría el gasto anual de 2,15 millones de guldens a 1,7 millones.
El golpe más fuerte a los planes de Pöck llegó en 1882, con la firma de la Triple Alianza con Alemania e Italia, que eliminó la amenaza de una flota italiana hostil en todo el Adriático. A partir de entonces, la financiación de los nuevos buques de guerra autorizados en virtud del programa de 1881 se recortó sistemáticamente en los presupuestos anuales. Esto marco una demora en la construcción de un reemplazo para el buque Salamander y la "reconstrucción" del Habsburg, que finalmente nunca tuvo lugar.
Para combatir la reducida moral ante el estancamiento cuantitativo de la flota, Pöck aumentó el número de barcos enviados en expediciones al exterior. Se enviaron barcos no blindados a puertos de todo el mundo para representar a Austria-Hungría durante las décadas de 1870 y 1880. También envió barcos para realizar exploraciones científicas en el Océano Ártico en 1872-1874 y 1882-1883. Estas expediciones registraron más tiempo en el extranjero para los buques de guerra austro-húngaros que el resto de la historia de la marina combinada. También comenzó a experimentar con los nuevos barcos torpederos y a desarrollar tácticas para usarlos en batalla. En septiembre de 1882, Pöck llevó a cabo maniobras importantes para probar los métodos para que la pequeña embarcación se acercara lo suficiente como para atacar a los buques de hierro más grandes y poderosos. Francisco Jose, impresionado por los ejercicios, promovió a Pöck a almirante.
Agotado por más de una década de servicio como Marinekommandant y lucha contra el parlamento, Pöck sufrió una crisis nerviosa a principios de noviembre de 1883. Se le ordenó que renunciara a su comisión y su cargo fue ocupado por el almirante Maximilian Daublebsky von Sterneck el 13 de noviembre. Pöck murió diez meses después, el 25 de septiembre de 1884 en Feldhof, cerca de Graz. Los esfuerzos de Pöck finalmente dieron sus frutos, aunque no vivió lo suficiente para verlo. La "Ersatz Salamander " (el reemplazo de la Salamander) se oficializó finalmente en enero de 1884 y se encargó en septiembre de 1889 y se renombró como Kronprinz Erzherzog Rudolf. Y Sterneck utilizó la táctica de subterfugio presupuestario de Pöck para adquirir otro nuevo acorazado, el Kronprinzessin Erzherzogin Stephanie, al asignar los fondos que Pöck había asegurado para reconstruir el Erzherzog Ferdinand Max para construir el nuevo barco.